# Cison di Valmarino
Cison di Valmarino (velenceiül Cizon de Valmarin) település Olaszországban, Veneto régióban, Treviso megyében. Lakosainak száma 2463 fő (2023. január 1.). Cison di Valmarino Follina, Pieve di Soligo, Refrontolo, Revine Lago, Tarzo és Borgo Valbelluna községekkel határos.

## Népesség
A település népességének változása:
| Lakosok száma | 2618 | 2632 | 2463 |
|               | 2017 | 2018 | 2023 |